# Péninsule d'Akrotiri (Chypre)
 (mars 2025).

La péninsule d’Akrotíri.

La péninsule d’Akrotíri est une petite péninsule qui comprend le point le plus au sud de l'île de Chypre. Elle est délimitée par la baie d'Episkopí à l'ouest et la baie d'Akrotíri à l'est et possède deux caps au sud-ouest et au sud-est, connus sous le nom de cap Zevgári et cap Gata.
Les caractéristiques les plus importantes de la péninsule sont le lac salé d'Akrotíri et l'aérodrome, qui est le relais RAF Akrotiri et BBC de Limassol.
En décembre 2018, une église byzantine avec des mosaïques comprenant des inscriptions en parfait état datant du règne de l'empereur Héraclius a été découverte lors de la douzième saison de fouilles par le Département des Antiquités de Chypre sur le site de Katalymata ton Plakoton, selon une agence de presse Athènes Macédoine. L'inscription grecque chrétienne décrit un texte « Mon Seigneur, aide ceux qui honorent ton nom ». 

## Environnement
La péninsule, qui comprend une variété de zones humides, de broussailles côtières, de dunes et de falaises d'Episkopi, a été reconnue comme une zone importante pour la conservation des oiseaux (ZICO) par BirdLife International car elle abrite des populations reproductrices, hivernantes ou migratrices de passage de plusieurs espèces d'oiseaux. 
Les zones humides au nord du lac salé d'Akrotiri contiennent des preuves du changement climatique de l'âge du bronze.